# Rex Burkhead
Rex Burkhead (Lexington, 2 luglio 1990) è un ex giocatore di football americano statunitense che ha militato nel ruolo di running back nella National Football League (NFL). Fu scelto nel corso del sesto giro (190º assoluto) del Draft NFL 2013 dai Cincinnati Bengals. Al college ha giocato a football all’Università del Nebraska-Lincoln.

## Carriera

### Cincinnati Bengals
Burkhead fu scelto nel corso del sesto giro del Draft 2013 dai Cincinnati Bengals. Debuttò come professionista nella sconfitta della settimana 10 contro i Baltimore Ravens senza fare registrare alcuna statistica e quella fu la sua unica presenze. Nella successiva stagione trovò maggior spazio scendendo in campo nove volte e segnando il primo touchdown in carriera nella settimana 15 contro i Cleveland Browns.

### New England Patriots
Nel 2017 Burkhead firmò con i New England Patriots. Alla fine della stagione 2018 vinse il Super Bowl LIII battendo i Los Angeles Rams per 13-3.
Nella settimana 3 della stagione 2020 Burkhead segnò un record in carriera di tre touchdown nella vittoria sui Las Vegas Raiders.

### Houston Texans
Il 1º giugno 2021 Burkhead firmò un contratto di un anno con gli Houston Texans.
Il 7 gennaio 2022 firmò per un altro anno con i Texans.

### Ritiro
Il 5 febbraio 2024 Burkhead, dopo non aver giocato la stagione 2023, annunciò il suo ritiro dal football professionistico dopo dieci stagioni nella NFL.

## Palmarès

### Franchigia
- Super Bowl : 1

New England Patriots: LIII
- American Football Conference Championship: 2

New England Patriots: 2017, 2018

### Individuale
- Running back della settimana: 1

16ª del 2021

## Statistiche
| Partite totali      | 10 |
| Partite da titolare | 0  |
| Yard su corsa       | 27 |
| Touchdown su corsa  | 1  |

Statistiche aggiornate alla stagione 2014